# Krabbätande tvättbjörn
Krabbätande tvättbjörn (Procyon cancrivorus) är ett rovdjur i släktet tvättbjörnar (Procyon) som i sin tur tillhör familjen halvbjörnar. Den finns från Costa Rica söderut genom de flesta områden i Sydamerika öster om Anderna ner till norra Argentina och Uruguay. Trots sitt namn äter denna art inte enbart krabbor.

## Underarter
Arten har följande fyra underarter:
- P. c. aequatorialis (J. A. Allen, 1915)
- P. c. cancrivorus (G.[Baron] Cuvier, 1798)
- P. c. nigripes (Mivart, 1886)
- P. c. panamensis (Goldman, 1913)

## Kännetecken
Denna art liknar den nordamerikanska tvättbjörnen men har kortare päls. Pälsens färg är gråbrun och undersidan är lite ljusare. Ansiktsteckningen liknar som hos andra tvättbjörnar en mask. Svansen har ett mönster av mörka och ljusa ringar. Dessa djur når en kroppslängd upp till 65 centimeter, svanslängden går upp till 38 centimeter och vikten ligger hos de tyngsta exemplaren vid 8 kilogram. Hanar är vanligtvis större än honor.

## Utbredning och habitat
Arten förekommer i Sydamerika i tropiska regnskogar, tempererade skogar och mangrove. Utbredningsområdet sträcker sig från Costa Rica till Uruguay och norra Argentina. Allmänt ligger habitatet närmare floder, träskmarker, insjöar och kustlinjer än vad habitatet hos andra tvättbjörnar gör.

## Levnadssätt
Dessa djur är aktiva under gryningen och natten. Under dagen vilar de i håligheter i träd och andra gömställen. Det antas att krabbätande tvättbjörnar har ett lika väl utvecklat socialt beteende som sina släktingar i Nordamerika. Trots allt har varje individ ett revir men dessa territorier överlappar varandra.
Artens känselsinne är särskilt väl utvecklat. Deras vana att gnida födan med de främre tassarna, oftast i närheten av vattendrag, var anledning till det felaktiga påståendet att tvättbjörnar tvättar sin föda.

## Föda
Djuret är allätare, men äter krabbor, kräftor, groddjur och fiskar i större mått än den nordamerikanska tvättbjörnen. Dessutom har de insekter, ägg av sköldpaddor och vegetabiliska ämnen (frukter och nötter) som föda.

## Fortplantning
Efter dräktigheten, som varar i 60 till 73 dagar, föder honan mellan juli och september två till fem ungdjur. Ungarna är vid födelsen blinda och först efter cirka tre veckor öppnar de ögonen. Efter ett år är ungdjuren könsmogna. I regioner där även den nordamerikanska arten lever (Costa Rica) finns inga hybrider.

## Hot
Dessa djur jagas för pälsens och köttets skull. Populationen är antagligen mindre än beståndet av den nordamerikanska tvättbjörnen men krabbätande tvättbjörn räknas inte till de hotade arterna.